# Mistrzostwa Polski Seniorów w Lekkoatletyce 1993
69. Mistrzostwa Polski Seniorów w Lekkoatletyce – zawody sportowe, które rozgrywane były w Kielcach na stadionie Budowlanych w dniach 23–25 lipca 1993 roku.

## Rezultaty
| NR – rekord Polski \| NL – najlepszy wynik w Polsce w sezonie \| SB – najlepszy wynik w sezonie \| PB – rekord życiowy |

### Mężczyźni
| Konkurencja:                  | 1. miejsce                                                                  | Rezultat | 2. miejsce                                                                             | Rezultat | 3. miejsce                                                                       | Rezultat |
| Bieg na 100 m                 | Marek Zalewski Start-Resursa Zduńska Wola                                   | 10,12w   | Robert Maćkowiak Śląsk Wrocław                                                         | 10,44w   | Marcin Krzywański RKS Łódź                                                       | 10,45w   |
| Bieg na 200 m                 | Marek Zalewski Start-Resursa Zduńska Wola                                   | 20,84 NL | Robert Maćkowiak Śląsk Wrocław                                                         | 21,17    | Marcin Czajkowski AZS-AWF Gdańsk                                                 | 21,68    |
| Bieg na 400 m                 | Tomasz Czubak Gryf Słupsk                                                   | 46,97    | Tomasz Jędrusik Zawisza Bydgoszcz                                                      | 47,25    | Paweł Januszewski Skra Warszawa                                                  | 47,50    |
| Bieg na 800 m                 | Piotr Piekarski Zawisza Bydgoszcz                                           | 1:50,10  | Wiesław Paradowski Lubusz Słubice                                                      | 1:50,66  | Ryszard Ostrowski AZS Poznań                                                     | 1:50,74  |
| Bieg na 1500 m                | Andrzej Jakubiec AZS Poznań                                                 | 3:47,36  | Karol Dudij AZS-AWF Gdańsk                                                             | 3:47,96  | Robert Waś Legia Warszawa                                                        | 3:48,06  |
| Bieg na 5000 m                | Michał Bartoszak Olimpia Poznań                                             | 14:21,93 | Piotr Prusik Gwardia Olsztyn                                                           | 14:23,12 | Bogdan Jarosz Śląsk Wrocław                                                      | 14:23,87 |
| Bieg na 10 000 m              | Zbigniew Nadolski Olimpia Poznań                                            | 29:39,19 | Grzegorz Głogosz Skra Warszawa                                                         | 29:39,60 | Sławomir Kąpiński Gwardia Olsztyn                                                | 29:39,94 |
| Bieg na 110 m przez płotki    | Piotr Wójcik Śląsk Wrocław                                                  | 13,68    | Paweł Grzegorzewski Bałtyk Gdynia                                                      | 13,75    | Ronald Mehlich AZS-AWF Katowice                                                  | 13,89    |
| Bieg na 400 m przez płotki    | Piotr Kotlarski AZS-AWF Katowice                                            | 50,24 NL | Bogdan Karkoszka AZS-AWF Kraków                                                        | 51,47    | Marcin Sławicki AZS-AWF Warszawa                                                 | 52,23    |
| Bieg na 3000 m z przeszkodami | Bogusław Mamiński Bałtyk Rewal                                              | 8:38,74  | Henryk Jankowski Olimpia Poznań                                                        | 8:44,35  | Tomasz Czyżnielewski Tęcza Łódź                                                  | 8:45,86  |
| Sztafeta 4 × 100 m            | MKS-AZS Gdańsk Marcin Czajkowski Marek Kamyk Jarosław Kaniecki Marcin Morys | 41,55    | Legia Warszawa Jacek Majka Czesław Piotrowski Mariusz Ozimek Paweł Peciak              | 41,78    | Zawisza Bydgoszcz Artur Kohutek Tomasz Jędrusik Michał Michalski Jarosław Pawlak | 41,96    |
| Sztafeta 4 × 400 m            | Skra Warszawa Paweł Januszewski Mariusz Obarek Adam Ramotowski Piotr Tymko  | 3:12,85  | Lubusz Słubice Dariusz Dobrowolski Wiesław Paradowski Przemysław Kram Albin Kiedrowski | 3:17,45  | AZS Poznań Andrzej Jakubiec Ryszard Ostrowski Tomasz Rybarczyk Marcin Trelka     | 3:17,94  |
| Chód na 20 km                 | Robert Korzeniowski AZS-AWF Katowice                                        | 1:23:47  | Jacek Müller Lechia Gdańsk                                                             | 1:23:59  | Grzegorz Müller Lechia Gdańsk                                                    | 1:24:45  |
| Skok wzwyż                    | Artur Partyka ŁKS Łódź                                                      | 2,28     | Jarosław Kotewicz Ziemia Iławska                                                       | 2,23     | Przemysław Radkiewicz Skra Warszawa                                              | 2,20     |
| Skok o tyczce                 | Bogusław Kopkowski Zawisza Bydgoszcz                                        | 5,20     | Krzysztof Kusiak Lechia Gdańsk                                                         | 5,20     | Mateusz Brzostek Legia Warszawa                                                  | 5,00     |
| Skok w dal                    | Roman Golanowski Śląsk Wrocław                                              | 7,80     | Semir Sidya AZS-AWF Gdańsk                                                             | 7,80     | Dariusz Bontruk Orzeł Warszawa                                                   | 7,71     |
| Trójskok                      | Jacek Butkiewicz Pomorzanin Toruń                                           | 16,34    | Piotr Weremczuk Zawisza Bydgoszcz                                                      | 16,07    | Eugeniusz Bedeniczuk Jagiellonia Białystok                                       | 16,03w   |
| Pchnięcie kulą                | Helmut Krieger Chemik Kędzierzyn                                            | 19,06    | Piotr Perżyło Górnik Brzeszcze                                                         | 18,79    | Mieczysław Szpak Sztorm Kołobrzeg                                                | 16,67    |
| Rzut dyskiem                  | Marek Stolarczyk Orzeł Polkowice                                            | 59,12 NL | Marek Majkrzak Chemik Kędzierzyn                                                       | 58,38    | Jacek Strychalski Legia Warszawa                                                 | 57,40    |
| Rzut młotem                   | Lech Kowalski Stal Mielec                                                   | 72,16    | Stanisław Kapusta Zawisza Bydgoszcz                                                    | 70,54    | Jacek Dreger Zawisza Bydgoszcz                                                   | 68,56    |
| Rzut oszczepem                | Tomasz Damszel Skra Warszawa                                                | 77,60    | Dariusz Trafas AZS Poznań                                                              | 75,00    | Mirosław Witek Gryf Słupsk                                                       | 72,94    |

### Kobiety
| Konkurencja:               | 1. miejsce                                                                                  | Rezultat | 2. miejsce                                                                         | Rezultat | 3. miejsce                                                                  | Rezultat |
| Bieg na 100 m              | Dorota Krawczak Skra Warszawa                                                               | 11,43    | Anna Leszczyńska MKS-AZS-AWF Gdańsk                                                | 11,50    | Izabela Czajko Jagiellonia Białystok                                        | 11,60    |
| Bieg na 200 m              | Izabela Czajko Jagiellonia Białystok                                                        | 23,64 NL | Elżbieta Kilińska Chemik Kędzierzyn                                                | 24,11    | Katarzyna Zakrzewska Orzeł Warszawa                                         | 24,16    |
| Bieg na 400 m              | Elżbieta Kilińska Chemik Kędzierzyn                                                         | 53,14 NL | Dorota Piekarska Start Lublin                                                      | 54,52    | Barbara Grzywocz AZS-AWF Katowice                                           | 54,65    |
| Bieg na 800 m              | Małgorzata Rydz Budowlani Częstochowa                                                       | 2:02,65  | Anna Brzezińska Gwardia Opole                                                      | 2:03,50  | Anna Jakubczak Skra Warszawa                                                | 2:06,72  |
| Bieg na 1500 m             | Małgorzata Rydz Budowlani Częstochowa                                                       | 4:08,98  | Marta Kosmowska Gwardia Warszawa                                                   | 4:13,07  | Renata Sobiesiak Polkolor Piaseczno                                         | 4:16,70  |
| Bieg na 3000 m             | Anna Brzezińska Gwardia Opole                                                               | 9:07,20  | Marta Kosmowska Gwardia Warszawa                                                   | 9:10,81  | Renata Sobiesiak Polkolor Piaseczno                                         | 9:26,94  |
| Bieg na 10 000 m           | Anna Rybicka AZS-AWF Wrocław                                                                | 33:20,38 | Izabela Zatorska Krośnianka Krosno                                                 | 33:43,30 | Danuta Marczyk LZS Koluszki                                                 | 34:12,70 |
| Bieg na 100 m przez płotki | Maria Kamrowska MKS-AZS-AWF Gdańsk                                                          | 13,25 NL | Anna Leszczyńska MKS-AZS-AWF Gdańsk                                                | 13,42    | Aneta Bednarczyk Skra Warszawa                                              | 13,68    |
| Bieg na 400 m przez płotki | Sylwia Pachut AZS-AWF Katowice                                                              | 56,18    | Monika Warnicka AZS-AWF Wrocław                                                    | 56,79    | Elżbieta Zaborowska Start Resursa Zduńska Wola                              | 58,09    |
| Sztafeta 4 × 100 m         | Orzeł Warszawa Katarzyna Zakrzewska Ewa Charska Maria Butrym Anna Jagiełło                  | 46,53    | Skra Warszawa Katarzyna Faliszewska Iwona Konrad Aneta Sawicka Katarzyna Surmacka  | 46,65    | AZS-AWF Kraków Bogumiła Dzionsko Anna Gaś Iwona Wawrzeń Janina Warunek      | 47,27    |
| Sztafeta 4 × 400 m         | Chemik Kędzierzyn Elżbieta Kilińska Magdalena Kurdybelska Grażyna Syrek Małgorzata Zalejska | 3:43,76  | AZS-AWF Warszawa Seweryna Płocka Agnieszka Ronge Izabela Wojszko Wioletta Wojtasik | 3:45,60  | AZS-AWF Katowice Małgorzata Filo Barbara Grzywocz Iwona Krupa Sylwia Pachut | 3:46,29  |
| Chód na 10 km              | Katarzyna Radtke Lechia Gdańsk                                                              | 45:32    | Beata Kaczmarska Skra Warszawa                                                     | 45:48    | Marta Żukowska Stal Społem Stalowa Wola                                     | 47:57    |
| Skok wzwyż                 | Beata Hołub AZS-AWF Wrocław                                                                 | 1,90 NL  | Donata Jancewicz SKLA Sopot                                                        | 1,90     | Katarzyna Majchrzak MKS-AZS-AWF Gdańsk                                      | 1,85     |
| Skok w dal                 | Agata Karczmarek Legia Warszawa                                                             | 6,87w    | Urszula Włodarczyk AZS-AWF Wrocław                                                 | 6,67w    | Ilona Pazoła Krokus Leszno                                                  | 6,32     |
| Trójskok                   | Urszula Włodarczyk AZS-AWF Wrocław                                                          | 13,98 NR | Ilona Pazoła Krokus Leszno                                                         | 13,49    | Małgorzata Sobczak Bałtyk Gdynia                                            | 13,24    |
| Pchnięcie kulą             | Krystyna Danilczyk Jagiellonia Białystok                                                    | 17,96    | Mirosława Mastej AKS Chorzów                                                       | 15,41    | Agnieszka Ptaszkiewicz WKS Ciechanów                                        | 15,32    |
| Rzut dyskiem               | Marzena Wysocka WLKS Siedlce                                                                | 60,48    | Joanna Wiśniewska Śląsk Wrocław                                                    | 57,30    | Małgorzata Weiser Lubusz Słubice                                            | 51,56    |
| Rzut oszczepem             | Genowefa Patla AZS-AWF Warszawa                                                             | 55,90    | Joanna Kapusta AZS-AWF Warszawa                                                    | 54,18    | Ewa Rybak Lechia Tomaszów Mazowiecki                                        | 53,72    |

## Biegi przełajowe
65. mistrzostwa Polski w biegach przełajowych rozegrano 14 marca w Płocku. Kobiety rywalizowały na dystansach 3 km i 6 km, a seniorzy na 6 km i 12 km.

### Mężczyźni
| Konkurencja:            | 1. miejsce                      | Rezultat | 2. miejsce                 | Rezultat | 3. miejsce                          | Rezultat |
| Bieg przełajowy (6 km)  | Waldemar Glinka AZS-AWF Wrocław | 19:02    | Artur Osman AZS-AWF Gdańsk | 19:09    | Mariusz Staniszewski Lubusz Słubice | 19:16    |
| Bieg przełajowy (12 km) | Karol Dołęga Oleśniczanka       | 38:02    | Leszek Bebło Oleśniczanka  | 38:12    | Mirosław Plawgo Oleśniczanka        | 38:19    |

### Kobiety
| Konkurencja:           | 1. miejsce                     | Rezultat | 2. miejsce                     | Rezultat | 3. miejsce                          | Rezultat |
| Bieg przełajowy (3 km) | Beata Monica Victoria Racibórz | 10:37    | Karina Szymańska LZS Wąbrzeźno | 10:54    | Marta Kosmowska Start Skierniewice  | 10:57    |
| Bieg przełajowy (6 km) | Irena Czuta Technik Komorno    | 21:25    | Danuta Marczyk LZS Koluszki    | 21:35    | Renata Sobiesiak Polkolor Piaseczno | 22:20    |

## Półmaraton
Mistrzostwa Polski w półmaratonie rozegrano 24 kwietnia w Brzeszczach.

### Mężczyźni
| Konkurencja: | 1. miejsce                   | Rezultat | 2. miejsce                 | Rezultat | 3. miejsce                     | Rezultat |
| Półmaraton   | Marek Sukiennik Wawel Kraków | 1:05:42  | Sławomir Gurny Gryf Słupsk | 1:05:55  | Dariusz Ossowski Agro Kociewie | 1:06:31  |

### Kobiety
| Konkurencja: | 1. miejsce                      | Rezultat | 2. miejsce                       | Rezultat | 3. miejsce                | Rezultat |
| Półmaraton   | Czesława Mentlewicz Kłos Olkusz | 1:12:53  | Violetta Maron Olimpia Grudziądz | 1:14:03  | Janina Malska Kłos Olkusz | 1:15:32  |

## Maraton
Maratończycy (mężczyźni i kobiety) rywalizowali 16 maja we Wrocławiu.

### Mężczyźni
| Konkurencja: | 1. miejsce                      | Rezultat | 2. miejsce                      | Rezultat | 3. miejsce                   | Rezultat |
| Maraton      | Tadeusz Ławicki Start Polkowice | 2:19:56  | Piotr Sękowski Promyk Ciechanów | 2:20:33  | Marek Sukiennik Wawel Kraków | 2:20:50  |

### Kobiety
| Konkurencja: | 1. miejsce                     | Rezultat | 2. miejsce                    | Rezultat | 3. miejsce                | Rezultat |
| Maraton      | Wioletta Uryga Start Polkowice | 2:45:16  | Janina Juszko Start Polkowice | 2:51:35  | Dorota Gruca Agros Zamość | 2:53:57  |

## Wieloboje
Mistrzostwa w dziesięcioboju mężczyzn i siedmioboju kobiet zostały rozegrane 12 i 13 czerwca w Kielcach.

### Mężczyźni
| Konkurencja:  | 1. miejsce                          | Rezultat     | 2. miejsce                         | Rezultat  | 3. miejsce                    | Rezultat  |
| Dziesięciobój | Grzegorz Stromiński AZS-AWF Wrocław | 7686 pkt. NL | Sebastian Chmara Zawisza Bydgoszcz | 7608 pkt. | Michał Krukowski Warszawianka | 6973 pkt. |

### Kobiety
| Konkurencja: | 1. miejsce                         | Rezultat  | 2. miejsce                    | Rezultat  | 3. miejsce                   | Rezultat  |
| Siedmiobój   | Urszula Włodarczyk AZS-AWF Wrocław | 5793 pkt. | Elżbieta Lasota Śląsk Wrocław | 5426 pkt. | Bożena Bogucka Śląsk Wrocław | 5188 pkt. |

## Chód na 5000 m kobiet
Mistrzostwa w chodzie na 5000 metrów (na bieżni) kobiet rozegrano 12 września w Warszawie.
| Konkurencja:   | 1. miejsce                     | Rezultat | 2. miejsce                              | Rezultat | 3. miejsce                         | Rezultat |
| Chód na 5000 m | Katarzyna Radtke Lechia Gdańsk | 22:30,53 | Marta Żukowska Stal Społem Stalowa Wola | 23:05,30 | Kazimiera Mosio Tęcza-Sokół Mielec | 23:54,82 |

## Chód na 50 km mężczyzn
Zawody mistrzowskie w chodzie na 50 kilometrów mężczyzn rozegrano 26 września w Zamościu.
| Konkurencja:  | 1. miejsce                           | Rezultat   | 2. miejsce                | Rezultat | 3. miejsce                    | Rezultat |
| Chód na 50 km | Robert Korzeniowski AZS-AWF Katowice | 3:44:24 NR | Jan Holender Flota Gdynia | 4:03:25  | Sławomir Cielica Agros Zamość | 4:13:21  |